# Aérodrome de Montaigu-Saint-Georges
L’aérodrome de Montaigu-Saint-Georges (code OACI : LFFW) est un aérodrome civil, ouvert à la circulation aérienne publique (CAP), situé sur les communes de Saint-Georges-de-Montaigu et des Brouzils à 5 km au sud de Montaigu dans la Vendée (région Pays de la Loire, France).
Il est utilisé pour la pratique d’activités de loisirs et de tourisme (aviation légère, hélicoptère, montgolfière et aéromodélisme).

## Histoire
L'aérodrome a été construit durant la fin des années 1970, et son inauguration officielle a eu lieu le 28 juin 1980 afin de pouvoir libérer de l'Aéroport Nantes Atlantique l'activité vélivole.
L'activité vélivole étant importante en été, de nombreux concours se sont déroulés d'année en année.
Le terrain a accueilli en 2011 le Championnat Régional des Pays de la Loire de Planeur, ainsi que le Tour de France ULM qui y est passé la soirée du 7 août.

## Installations
L’aérodrome dispose de deux pistes en herbe orientées est-ouest :
- une piste 07R/25L longue de 900 mètres et large de 50 ;
- une piste 07L/25R longue de 900 mètres et large de 80, réservée aux planeurs ;
- une piste paramoteur de 60 mètres de diamètre.

L’aérodrome n’est pas contrôlé. Les communications s’effectuent en auto-information sur la fréquence de 123,500 MHz.
S’y ajoutent :
- une aire de stationnement ;
- des hangars[6].

## Entreprises ou associations à vocation aéronautique
- Planeur Club de l'Atlantique : école de pilotage de planeur[7] depuis les vols d'initiation vers le lâché solo jusqu'à l'obtention des qualifications nécessaires (LAPL-S) à la pratique du vol à voile en loisir ou en compétition.
- Atlantic Paramoteur
- Atlantic Autogire
- Aéroclub de Montaigu
- Club de modélisme de Montaigu (aéromodélisme)